# عشق اول (فیلم ۱۹۹۴)
عشق اول (به هندی: Pehla Pehla Pyar) فیلمی محصول سال ۱۹۹۴ و به کارگردانی مانوموهان سینگ است. در این فیلم بازیگرانی همچون ریشی کاپور، تابو، انوپم کهیر، قادرخان، گلشن گروور و تیکو تالسانیا ایفای نقش کرده‌اند.